# إيكاسينا زيتونية الشكل
إيكاسينا زيتونية الشكل أو إيكاسينا سنغالية (الاسم العلمي:Icacina oliviformis) هي نوع من النباتات يتبع جنس الإيكاسينا من الفصيلة الإيكاسينية. الاسم المرادف لهذا النوع من النبات سمي نسبةً إلى سنغال.